# San Juan de Dios (Costa Rica)
San Juan de Dios es una localidad y el distrito número tres del cantón de Desamparados, de la provincia de San José, en Costa Rica, fundado por Martín playo en el año de 1841.

## Toponimia
El nombre del distrito proviene en honor a San Juan de Dios, patrono del distrito de San Miguel y de la Iglesia de San Juan de Dios, localizada en el centro del distrito.

## Historia
Las primeras ocupaciones recordadas de este territorio fueron por indígenas del antiguo Reino Huetar de Occidente, el cual se encontraba encabezado por el Cacique Garabito. Los indígenas que habitaron esta región fueron los mismos que habitaron la región de Aserrí, sobresaliendo entre ellos el Cacique Accerrí, originario de la tribu Quepoa.
Los primeros pobladores ubicaron sus casitas a lo largo de un camino que unía San José con Aserrí, y separaron sus propiedades con cercas, ya sea de piedra o árboles naturales, por lo que antiguamente se llamó a esta región Dos Cercas.
En aquella época, Dos Cercas, que era un distrito de San José, se conformaba por los barrios de Patarrá, Salitral (hoy San Antonio), San Felipe (hoy San Miguel), Palo Grande (hoy San Rafael) y El Molino (hoy San Juan de Dios).
En 1821, el caserío Dos Cercas ya tenía gran importancia y se había planificado muy bien sus primeros cuadrantes, de conformidad con las normas que ordenaba la vetusta "Ley de Indias para la formación de cabildos", además de que ya contaba con más población que otros asentamientos como Patarrá, San Antonio, Aserrí y el mismo Curridabat.
En 1841, Desamparados ya era un barrio de San José, conformado por los cuarteles de El Centro, El Molino (actual San Juan de Dios), Palo Grande (actual San Rafael), Patarrá, San Antonio y San Felipe (actual San Miguel).
Se tienen registros de su fundación que datan de ese mismo año, en un sitio conocido como El Cuartel del Molino. Actualmente, ese lugar conserva únicamente el nombre de El Molino, el cual proviene de la existencia de un molino utilizado para procesar trigo. Tras la construcción del templo católico, el sitio dejó de llamarse Cuartel del Molino y pasó a denominarse San Juan de Dios, en honor al santo del mismo nombre, cuya festividad se celebra cada 8 de marzo.
El 4 de noviembre de 1862 se establece oficialmente el cantón de Desamparados, como el número tres de la provincia de San José, mediante la Ley de Ordenanzas Municipales.

## Ubicación
Se ubica en el norte del cantón y limita al norte y oeste con el cantón de Alajuelita, al sur con el cantón de Aserrí, al sureste con el distrito de San Rafael Arriba y al noreste con el distrito de San Rafael Abajo.

## Geografía
San Juan de Dios cuenta con un área de 2,85 km² y una altitud media de 1190 m s. n. m.

## Demografía
Para el año 2022, San Juan de Dios cuenta con una población estimada de 19 583 habitantes, y para el último censo efectuado, en 2011, San Juan de Dios contaba con una población de 19 481 habitantes.
San Juan de Dios ha heredado muchos de los problemas que aquejan al cantón y a la zona sur de la provincia de San José, entre ellos: Inmigración ilegal, que junto con la pobreza, forman asentamientos habitacionales infrahumanos "precarios", la sobrecarga en los servicios públicos, el crimen, la drogadicción, la deserción escolar y la contaminación.
Según el Censo Nacional del año 2011, el cantón contaba con una población de 19 284 habitantes, residiendo en más de 5 342 viviendas, aproximadamente.

## Concejo de distrito
El concejo de distrito de San Juan de Dios vigila la actividad municipal y colabora con los respectivos distritos de su cantón. También está llamado a canalizar las necesidades y los intereses del distrito, por medio de la presentación de proyectos específicos ante el Concejo Municipal. El presidente del concejo del distrito es el síndico propietario del partido Unidad Social Cristiana, José Antonio Chavarría Arce.
El concejo del distrito se integra por:
| #                       | Partido                             | Nombre                            |
| Síndico propietario     | Síndico propietario                 | Síndico propietario               |
| ----------------------- | ----------------------------------- | --------------------------------- |
| 1                       | Partido Unidad Social Cristiana     | José Antonio Chavarría Arce       |
| Síndico suplente        |                                     |                                   |
| 2                       | Partido Unidad Social Cristiana     | Maureen Camacho Astúa             |
| Concejales propietarios |                                     |                                   |
| 3                       | Partido Unidad Social Cristiana     | Evelyn Magaly Arce Cabrera        |
| 4                       | Partido Unidad Social Cristiana     | Manuel Eduardo Rojas Ortega       |
| 5                       | Partido Liberación Nacional         | Paola Tatiana Gómez Mora          |
| 6                       | Partido Progreso Social Democrático | Gonzalo Ramírez Bonilla           |
| Concejales suplentes    |                                     |                                   |
| 7                       | Partido Unidad Social Cristiana     | Ángela Lucía Lobo Hernández       |
| 8                       | Partido Unidad Social Cristiana     | Christian Josué Hernández Cubillo |
| 9                       | Partido Liberación Nacional         | Grace María Mora Rodríguez        |
| 10                      | Partido Progreso Social Democrático | Anaís Barquero Alfaro             |

## Organización territorial
El distrito de San Juan de Dios se conforma por las siguientes comunidades o barrios:
- Barrio Bellavista
- Barrio Calabacitas
- Barrio Infiernillo
- Barrio Itaipú
- Barrio La Calabacita
- Barrio La Lucha
- Barrio Los Filtros
- Barrio Los Frutales
- Barrio Mota
- Barrio Novedades
- Barrio Óscar Arias
- Barrio San Diego
- Barrio San Juan de Dios (centro)
- Barrio Vasconia
- Barrio Estrellita del Sur

## Cultura

### Educación
Ubicadas propiamente en el distrito de San Juan de Dios se encuentran los siguientes centros educativos:
- Escuela Aruba
- Escuela Rayo de Luz
- Unidad Pedagógica Sotero González Barquero
- Liceo Sotero González Barquero

### Deportes
San Juan de Dios cuenta con una cancha de fútbol, lamentablemente la mala organización y el poco recurso económico recibe poco mantenimiento y el acceso es restringido, a ese lugar los sanjuaneños le llaman "La Plaza".

### Sitios de interés
- Iglesia de San Juan de Dios
- Comisaría de San Juan de Dios, declarada patrimonio histórico. Lamentablemente dicho edificio fue destruido debido a un incendio y se tuvo que levantar de nuevo la infraestructura, ya que es el único lugar donde se podía albergar a la policía.

## Transporte

### Carreteras
Al distrito lo atraviesan las siguientes rutas nacionales de carretera:
- Ruta nacional 217

### Transporte público
Desde noviembre de 2019, San Juan de Dios está comunicado con el centro de Desamparados por medio de la ruta de autobuses número 1001, Interlinea San Juan de Dios-Desamparados, que operan Autotransportes Desamparados y Lared por medio de una alianza comercial estratégica.